# Ardeicola pilgrimi
Ardeicola pilgrimi är en insektsart som beskrevs av Tandan 1972. Ardeicola pilgrimi ingår i släktet rasplöss, och familjen fjäderlöss. Inga underarter finns listade i Catalogue of Life.